# Palonosetron
Palonosetron (INN) is een anti-emeticum (een geneesmiddel om misselijkheid en braken te voorkomen). Het is ontwikkeld door Syntex. Palonosetron is de werkzame stof in het middel Aloxi van het Zwitserse farmaciebedrijf Helsinn. Helsinn verkoopt Aloxi wereldwijd onder licentie van Syntex-Roche. Palonosetron kwam in 2003 op de markt in de Verenigde Staten en in 2005 in de Europese Unie. Aloxi bevat het hydrochloridezout van palonosetron.

## Werking
Palonosetron is een "5-HT3-receptorantagonist"; dat is een stof die verhindert dat 5-hydroxytryptamine, ook bekend als serotonine, zich bindt aan bepaalde receptoren in het darmkanaal. Die binding veroorzaakt namelijk misselijkheid en braken. In klinische proeven is palonosetron minstens even werkzaam gebleken als de reeds langer beschikbare antibraakmiddelen ondansetron of dolasetron.

## Toepassingen
Aloxi wordt met name toegepast bij misselijkheid als gevolg van chemotherapie. Het wordt een half uur vóór aanvang van de chemobehandeling met een intraveneuze injectie toegediend. De normale dosis is 250 microgram. Men kan het samen met een corticosteroïd toedienen om de werking te verhogen.

## Bijwerkingen
De meest voorkomende bijwerkingen zijn: hoofdpijn, duizeligheid, constipatie en diarree.